# Бирюса
Бирюса̀ (Голя̀ма Бирюса̀, О̀на) е река в Азиатската част на Русия, Южен Сибир, Иркутска област и Красноярски край лява съставяща на река Тасеева, ляв приток на Ангара. Дължината ѝ е 1012 km, която ѝ отрежда 46-о място по дължина сред реките на Русия.
Река Бирюса води началото си под името Голяма Бирюса от северния склон на Джуглимския хребет в планината Източни Саяни, на 1916 m н.в., в югозападната част на Иркутска област. На протежение от 343 km, до устието на река Тимбир тече в планински район в тясна долина със стръмни склонове, бурно и бързо течение. След това реката навлиза в южната част на Приангарското плато, където долината ѝ значително се разширява, руслото ѝ се разделя на ръкави с непостоянни острови между тях. До устието на река Туманшет посоката на течението ѝ е северна, след това завива на североизток, на север и северозапад и навлиза в Красноярски край. Тук Бирюса запазва северозападното си направление до устието на река Кайтим, където рязко завива на север и след 60 km се съединява с идващата отдясно река Чуна (Уда), на 102 m н.в. и двете заедно дават началото на река Тасеева, най-пълноводният приток на Ангара.
Водосборният басейн на Бирюса има площ от 55,8 хил. km2, което представлява 43,59% от водосборния басейн на река Тасеева и обхваща части от Красноярски край и Иркутска област.
Границите на водосборния басейн на реката са следните:
- на североизток и изток – водосборния басейн на река Чуна (Уда), дясна съставяща на Тасеева;
- на запад – водосборните басейни на реките Туба и Кан, десни притоци на Енисей и река Усолка, ляв приток на Тасеева.

Река Бирюса получава множество притоци, като 9 от тях са с дължина над 100 km:
- 830 ← Малка Бирюса 167 / 3020, на 7 km югозападно от село Яга, Иркутска област
- 669 ← Тимбир 113 / 874, на 5 km югоизточно от село Соляная, Иркутска област
- 657 → Тогул 300 / 7990, при село Талая, Иркутска област
- 600 → Туманшет 249 / 4780, при село Зиряновка, Иркутска област
- 490 ← Топорок 230 / 4160
- 421 → Пенчет 118 / 1410, при село Джогино, Иркутска област
- 339 → Пойма 382 / 8640, при село Пойма, Иркутска област
- 205 → Почет 382 / 8640, при село Бирюса, Красноярски край
- 60 → Кайтим 111 / 1140, при село Уст Кайтим, Красноярски край

Подхранването на реката е смесено, снежно-дъждовно (80%). Пълноводието е през май, като постепенно намалява до октомври в резултат от обилните дъждове през този сезон. Среден годишен отток при село Почет, на 200 km от устието 349,7 m3/s. Ширина в устието 170 m, средна дълбочина 4,5 m, средна скорост на течението 1,4 m/s. Замръзва в края на октомври или началото на ноември, а се размразява в края на април или началото на май.
Средномесечен отток на река Бирюса (в m3/s) в хидрометрична станция Почет (на 200 km от устието) за периода от 1937 до 1980 г..
По течението на реката в са разположени множество населени места:
- Иркутска област – град Бирюсинск и селищата от градски тип (посьолки) Шиткино и Новобирюсински;
- Красноярски край – няколко села, в т.ч. селата Шивера, Луговая и Уст Кайтим, населени от старообредчици, които отчетат времето от сътворението на света, поддържат управление на селата си без намесата на официалните органи на властта и се прехранват само от своя поминък.

Река Бирюса не е плавателна, но се използва за транспортиране на дървен материал